# 아라쿠라야마 센겐 공원
아라쿠라야마 센겐 공원(일본어: 新倉山浅間公園 아라쿠라야마 센겐 고엔[*])은 일본 야마나시현 후지요시다시 아라쿠라 3353에 위치한 블록 공원이다. 아라쿠라산(일본어: 新倉山) 언덕에 위치하며 1959년 10월에 설치되었다. 면적은 약 4.3헥타르이다.
웅대한 후지산과 붉은색을 띠는 5층탑, 만개한 벚꽃을 한눈에 바라볼 수 있는 유명한 절경 명소로 인기가 높다. 산고쿠 다이이치산 아라쿠라 후지 센겐 신사(일본어: 三國第一山新倉富士浅間神社)가 안치되어 있는데 아라쿠라산은 성역으로 여겨진다. 공원에는 약 650그루의 벚꽃(왕벚나무)과 전몰자 위령탑이 있다.

## 경관
아라쿠라야마 센겐 공원은 후지요시다시와 후지산을 한눈에 볼 수 있는 공원으로 5층 탑파(전몰자 충령탑(일본어: 忠霊塔 주레이토[*])이며 스투파(불탑)가 아님)과 벚꽃, 후지산을 피사체로 한 사진으로 유명하다. 일본 환경성이 발표한 "후지산과 함께 하는 풍경 100선"에서 10위에 선정되었다. 또한 독일 루프트한자의 기내지와 태국의 의무 교육 과정에 사용되는 교과서에 게재되기도 했다. 아라쿠라야마 센겐 공원은 《미쉐린 그린 가이드 재팬》 제4차 개정판의 표지를 장식하면서 별 2개의 평가를 받았다. 《후지산케이자이 신문》은 후지산의 유네스코 세계유산 등재의 영향으로 후지산 주변의 사찰과 신사를 찾는 외국인 방문객이 증가한 것으로 추측했다.
2011년에 야마나시현이 태국의 관광 회사에 어필함으로써 아라쿠라야마 센겐 공원은 특히 태국인들 사이에서 "교토와 후지를 동시에 볼 수 있는 곳"으로 인지도가 높아졌다. 공원의 촬영 및 관람 지점은 공원 옆 사유지에 있으며 공원과의 사이에는 5m 정도의 절벽이 있다. 외국인을 포함한 관광객이 증가하고 석조, 경사지에 많은 관광객이 찾아오면서 후지요시다시는 2015년 9월 초반부터 같은 해 12월까지 촬영 및 관람 지점 출입을 금지하고 울타리 설치 공사를 시작했다.
2016년 4월에는 아라쿠라야마 센겐 공원 벚꽃 축제가 처음으로 열렸다. 이 과정에서 외국인 관광객을 수용하기 위해 영어, 태국어, 중국어로 표기된 대화 카드가 상점 주인들에게 배포되었다. 또한 충령탑에서 아라쿠라산을 15분 정도 오르면 붓꽃 군락이 형성되어 있는데 매년 6월경에는 공원에서 붓꽃 마쓰리(일본어: あやめ祭り 아야메마쓰리[*])도 열린다.
공원에 심어진 벚꽃(왕벚나무)은 고목이 되면서 나무의 활력이 떨어지고 있다. 나무를 관리하는 후지요시다시에서는 2018년부터 일본 꽃 협회의 협조를 통해 나무의사가 벚나무의 활력을 회복하는 작업을 진행하고 있다. 2019년에는 후지 급행이 크라우드펀딩을 통해 기부를 유도하고 후지요시다시에 100만 엔을 기부했다.
코로나19의 확산을 막기 위하여 2020년 4월 3일부터 폐쇄되었다가 2020년 6월 1일에 전망대를 제외한 공원의 모든 시설이 개방되었다.

## 시설 목록
- 사쿠야히메 계단(일본어: 咲くや姫階段)[19]

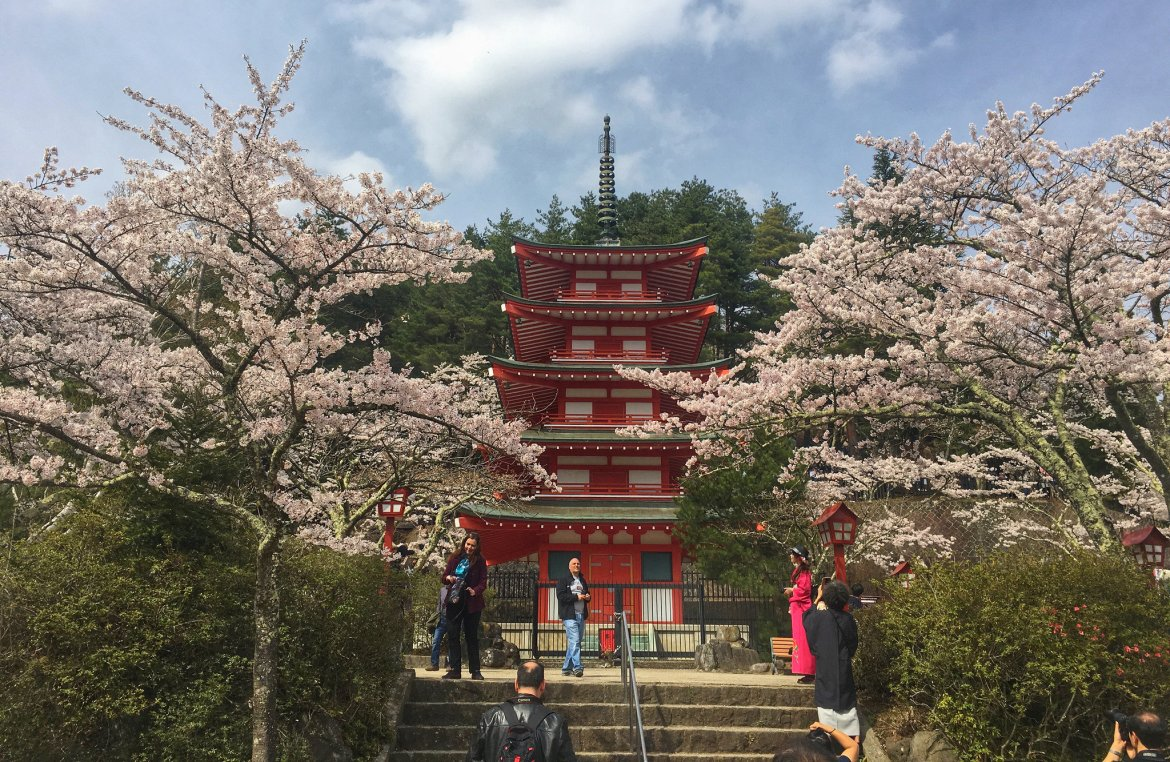
충령탑과 벚꽃

  - 398개 계단으로 구성되어 있으며 길이는 약 200m에 달한다.[1][20]
- 주차장
  - 일반 자동차 87대를 수용할 수 있다.[1]
- 이양지 문학비
  - 2016년 5월 22일에 제막했다. 이는 재일 한국인 소설가인 이양지가 후지요시다시에서 성장한 인연 때문이다.[21]
- 전몰자 위령탑(충령탑, 일본어: 戦没者慰霊塔（忠霊塔）, 위치: 야마나시현 후지요시다시 아라쿠라 3360-1 충령탑)
  - 1962년에 설치된 높이 19.5m의 주탑이며 철근 콘크리트로 만들었다.[9] 전쟁 도중에 사망한 후지요시다시 출신 인사 1,055명이 합사되어 있다.[22] 매년 9월에 전몰자 추도식이 열린다.[23]

## 교통편을 통한 접근
- 후지 급행선 시모요시다역에서 도보로 10분[20]
- 주오 자동차도 후지요시다 니시카쓰라 스마트 인터체인지(일본어: 富士吉田西桂スマートIC)에서 자동차로 10분[20], 시모요시다 버스 정류장(일본어: 下吉田バスストップ)에서 도보로 10분[24]